# Ljubčo Georgievski
Ljubčo Georgievski, makedonsky Љубчо Георгиевски (* 17. leden 1966, Štip) je severomakedonský politik. V letech 1998-2002 byl premiérem Severní Makedonie.

## Život
Byl zakladatelem a v letech 1990-2003 předsedou pravicové politické strany Vnitřní makedonská revoluční organizace - Demokratická strana makedonské národní jednoty (Vnatrešna Makedonska Revolucionerna Organizacija-Demokratska Partija za Makedonsko Nacionalno Edinstvo - VMRO-DPMNE).
Byl jedním ze signatářů Ochridské mírové smlouvy, která ukončovala konflikt mezi etnickými Makedonci a etnickými Albánci. Roku 2003 se však se svou stranou rozešel a založil novou, konzervativnější stranu Vnitřní makedonská revoluční organizace – Národní strana (Vnatrešna Makedonska Revolucionerna Organizacija–Narodna Partija – VMRO-NP). V makedonské politice je znám svými probulharskými postoji, roku 2006 dokonce získal bulharské občanství.

### Literární činnost
Vystudoval srovnávací literaturu na univerzitě Cyrila a Metoděje ve Skopje, napsal též dvě sbírky básní. Roku 2012 publikoval paměti, kde prozradil řadu detailů ze zákulisí balkánské politiky po rozpadu Jugoslávie, včetně toho, že Američané plánovali roku 1999 pozemní útok na Srbsko, vedený přes území Severní Makedonie.